# Herminia clara
Herminia clara là một loài bướm đêm trong họ Noctuidae.